# Campionati africani di atletica leggera 2012 - Lancio del giavellotto maschile
Il concorso del lancio del giavellotto ai campionati africani di atletica leggera di Porto-Novo 2012 si è svolto il 1º luglio presso lo Stade Charles de Gaulle di Porto-Novo, in Benin.

## Medagliere
| Oro     | Julius Yego Kenya          |
| Argento | John Ampomah Ghana         |
| Bronzo  | Kenechukwu Ezeofor Nigeria |

## Programma
| Data           | Ora   | Evento |
| -------------- | ----- | ------ |
| 1º luglio 2012 | 15:20 | Finale |

## Risultati

### Finale
| Class   | Atleta                    | Nazione   | #1    | #2    | #3    | #5    | #5    | #6    | Risultati | Note             |
| ------- | ------------------------- | --------- | ----- | ----- | ----- | ----- | ----- | ----- | --------- | ---------------- |
| Oro     | Julius Yego               | Kenya     | 70.93 | 76.68 | 74.94 | x     | 74.51 | x     | 76.68     |                  |
| Argento | John Ampomah              | Ghana     | x     | 63.52 | 68.07 | 70.65 | 68.53 | 63.30 | 70.65     | Record nazionale |
| Bronzo  | Kenechukwu Ezeofor        | Nigeria   | 62.56 | 60.46 | 63.02 | 69.58 | 63.39 | 68.87 | 69.58     |                  |
| 4       | Jayson Henning            | Sudafrica | 63.09 | 65.50 | 63.98 | 67.93 | 67.98 | x     | 67.98     |                  |
| 5       | Ihab Al Sayed Abdelrahman | Egitto    | 62.42 | 64.00 | 65.22 | 64.32 | 65.13 | 67.82 | 67.82     |                  |
| 6       | Bernard Crous             | Sudafrica | 55.21 | 62.77 | 55.12 | 50.75 | 62.07 | 51.67 | 62.77     |                  |
| 7       | John Robert Oosthuizen    | Sudafrica | 53.57 | x     | 62.13 | 58.52 | 51.22 | x     | 62.13     |                  |
| 8       | Mitku Tilahun             | Etiopia   | 59.33 | 59.94 | 61.04 | 62.00 | x     | 61.03 | 62.00     |                  |
| 9       | Abdul Aziz Garba Bako     | Niger     | 56.07 | 58.15 | 56.38 |       |       |       | 58.15     | Record nazionale |
| 10      | Vivien Adifon             | Benin     | 56.73 | 52.09 | 48.40 |       |       |       | 56.73     |                  |
| 11      | Sapo Sanja                | Etiopia   | 49.02 | 50.49 | 53.60 |       |       |       | 53.60     |                  |